# ドロテア・ゾフィー・フォン・シュレースヴィヒ＝ホルシュタイン＝ゾンダーブルク＝グリュックスブルク
ドロテア・ゾフィー・フォン・シュレースヴィヒ＝ホルシュタイン＝ゾンダーブルク＝グリュックスブルク（Dorothea Sophie von Schleswig-Holstein-Sonderburg-Glücksburg, 1636年9月28日 - 1689年8月6日）は、リューネブルク侯クリスティアン・ルートヴィヒの妃、後にブランデンブルク選帝侯フリードリヒ・ヴィルヘルムの2番目の妃。

## 生涯
ドロテアはシュレースヴィヒ＝ホルシュタイン＝ゾンダーブルク＝グリュックスブルク公フィリップと、ザクセン＝ラウエンブルク公フランツ2世の娘ゾフィー・ヘートヴィヒの間に生まれた。デンマーク・ノルウェー王クリスチャン3世の男系の曾孫にあたる。
1653年、本家のデンマーク・ノルウェー王フレゼリク3世の義兄にあたるリューネブルク侯クリスティアン・ルートヴィヒと結婚した。夫との間に子供は生まれず、1665年に夫が死ぬと寡婦財産として与えられたヘルツベルク城に引退した。
1668年6月14日、ドロテアはブランデンブルク選帝侯フリードリヒ・ヴィルヘルムと再婚する。継息子のフリードリヒ（後のプロイセン王フリードリヒ1世）が夫の跡を継ぐため、ドロテアは自分の産んだ息子たちに何がしかの財産を残したいと考え、1670年に貴族たちから領地を買い取ってブランデンブルク＝シュヴェート辺境伯領を成立させた。1676年には、選帝侯妃として自らアルトプロイセン第7歩兵連隊を組織し、自らその連隊長となった。また1678年と1682年に建造されたブランデンブルク選帝侯領の2隻のフリゲート艦には、ドロテアの名前が付けられていた。ベルリンにあるドロテア通りの名前も彼女にちなむものである。
1689年、カールスバートで亡くなり、ベルリン大聖堂に葬られた。

## 子女
2番目の夫であるブランデンブルク選帝侯との間に4男3女をもうけた。
- フィリップ・ヴィルヘルム（1669年 - 1711年） - マクデブルク公領総督、ブランデンブルク＝シュヴェート辺境伯
- マリア・アマーリア（1670年 - 1739年） - 1687年にメクレンブルク＝ギュストロー公世子カールと結婚、1689年にザクセン＝ツァイツ公モーリッツ・ヴィルヘルムと再婚
- アルブレヒト・フリードリヒ（1672年 - 1731年）
- カール・フィリップ（1673年 - 1695年）
- エリーザベト・ゾフィー（1674年 - 1748年） - 1691年にクールラント・ゼムガレン公フリードリヒ・カジミールと結婚、1703年にブランデンブルク＝バイロイト辺境伯クリスティアン・エルンストと再婚、1714年にザクセン＝マイニンゲン公エルンスト・ルートヴィヒ1世と3度目の結婚
- ドロテア（1675年 - 1676年）
- クリスティアン・ルートヴィヒ（1677年 - 1734年） - ハルバーシュタット侯領総督